# 陈晓光 (1948年)
陈晓光（1948年8月—），笔名晓光，男，河北景县人，中国诗人、词作家，中国文学艺术界联合会副主席，中华人民共和国文化部原副部长，中央文史研究馆馆员，全国政协第八、九、十届委员，中国音乐文学学会副主席。
自1966年起开始创作诗歌，出版有《黄河上的太阳——晓光词作歌曲选集》、《晓光歌诗选集》、词集《心归何处》等著作。其知名作品包括《在希望的田野上》、《那就是我》、《在中国大地上》、《光荣与梦想》等。